# Слободзея
Слободзея (рум. Slobozia, Слобозия)  — місто в Молдові на лівому березі річки Дністер за 12  км на південний схід від Тирасполя. Адміністративний центр Слободзейського району самопроголошеної Придністровської Молдавської Республіки.

## Населення
Населення міста становить близько 15 тис. чоловік, більша частина з яких становлять молдовани — близько 45 %, росіяни — близько 35 % і українці — 10 %.
- 1939 — 12 041[2]
- 1979 — 16 433
- 1989 — 19 040
- 2004 — 16 062
- 2014 — 14 618

## Історія
Назва міста походить від молдавського «слобозь» (укр. «слобода»). Заснування Слободзеї відносять до кінця XVII — початку XVIII століття. У 1768 році, під час російсько-турецької війни село Слободзея, як і інші навколишні села лівобережжя були спалені й розграбовані. У 1791 році село — центр правління Чорноморського козацького війська. У той час Слободзея являла собою земляну фортецю із дерев'яним собором усередині, а також арсеналом і складами. В 1792 році в Слободзеї була побудована кам'яна церква на честь Архангела Михаїла. У 1793 році в селі налічувалося 134 дворів з населенням чоловічої статі — 421, жіночої — 349. У 1809 році була побудована нова Михайлівська церква (реконструйована й нині діюча).

### Центр Чорноморського козацького краю
Перед початком другої турецької війни Потьомкін отримав дозвіл від Катерини II відновити запорозьке військо. Після відновлення війська постало питання про надання їм землі, це питання Потьомкін вирішив для козаків у 1790 р. На цей час росіянами були зайняті землі від р. Буг до Дністра (Очаківська земля). 19 квітня 1790 козакам були надані ці землі в довічне володіння. Отримати грамоту козаки в той час не могли, так як до закінчення війни землі офіційно належали ще туркам. Слободзея була центром Чорноморського козацького краю (Очаківської землі). Тут знаходився кошовий чорноморського війська та вся козацька старшина, тут знаходилась також військова каса, артилерія, військовий табір, а після припинення військових дій з турками і весь козацький флот. Козаки побудували тут будинок військової канцелярії, церкву, школи, гарматниці, багато будинків та постоялих дворів для проживання. Багато козаків та старшини переселили сюди свої сім'ї з Катеринославської губернії. До лютого 1792 сюди було переселено 7759 козацьких та старшинських сімей. В самому коші козаки побудували крамниці, а по березі Дністра та р. Турунчуку вони заклали хутори з виноградними та фруктовими садами. Хутори Антіна Головатого та Захара Чепіги були найбільшими та найкраще впорядкованими. Після закінчення російсько-турецької війни послуги козаків Російській імперії в цих краях стали непотрібними і крім того після смерті Потьомкіна, Катерина II забрала надану, але не підтверджену грамотою (так як війна ще тривала і землі знаходилися у відомстві турків) землю між Дністром та Бугом — Чорноморського козацького краю. А натомість Катерина II пообіцяла надати козакам за заслуги в 2-ій турецькій війні острів Фанагорію зі всіма землями по праву сторону річки Кубані, від її початку до Усть-Лабунського редуту. Для отримання цієї грамоти з Слободзеї в Петербург була відправлена козацька делегація, очолювана Антіном Головатим. Посли були урочисто зустрінуті після повернення, спочатку відбулася служба в військовій церкві Св. Трійці, а пізніше Антін Головатий та Захар Чепіга влаштували для старшини і простих козаків святкування. Головатий своїм коштом вибудував замість старої церкви Св. Арх. Михаїла в Слободзеї нову — над могилою своєї улюбленої доньки. Крім того Антін Головатий зробив пожертвування для монастиря в Нямті та на Афоні. Переселення козаків на Кубань було поспішним, вони мусили за безцінь продати своє майно, певна кількість козаків не погодилася залишати свої домівки і залишилися надалі жити в Слободзеї та на землях Чорноморського козацького краю. 30.04.1793 козаки з Антіном Головатим вирушили з Слободзеї на Кубань.
До 1863 року — одне із найбільших селищ Тираспольського повіту Херсонської губернії: 648 дворів, п'ять тисяч жителів (молдавани й великороси), дві православні церкви, школа, базар (раз на два тижні), крамниці, волосна допоміжна каса, заснована в 1848 році. Станом на 1886 рік у селі, центрі Слободзейської волості Тираспольського повіту, мешкало 4818 осіб, налічувалось 880 дворових господарств, існували 2 православні церкви, школа, земська станція та 5 лавок, відбувались базари через 2 тижні по четвергах.

### ХХ-ХХІ століття
До 1907 року в Слободзеї — 2202 дворів, у яких проживало 12 761 житель, у цьому числі чоловічої статі — 6371 і жіночої статі — 6390. Населення займалося переважно виноградарством, рибальством, торгівлею, хліборобством. Село складалося із двох частин (громад): росіян і молдован. Жителі — колишні державні селяни: росіяни, молдавани й українці. У селі — волосне правління, сільський староста й писар окремо на молдавську й російську частини, волосна ощадно-позичкова каса, 48 десяцьких, квартальний урядник, два стражники, два православних храми, школи — земська й церковно-парафіяльна.
У лютому 1920 року в Слободзеї встановлена радянська влада. До кінця 1933 року практично всі селяни Слободзеї були об'єднані в дрібні господарства. У селі Слободзея-Молдавська в цей час діяли колгоспи імені Чапаєва, Калініна й Червоний Партизан. У селі Слободзея-Російська заснували колгосп «Політотдел». Була створена Слободзейська машино-тракторна станція (МТС)та Карагашські зрошувальні канали. До 1940 року село в складі Тираспольського району Молдавської автономної РСР. Під час Другої Світової війни румунська окупаційна влада включила село Слободзея до складу «губернаторства Трансністрія» та було додано разом із Гросулове, Роздільна, Зельц, Цебрикове і Тирасполь до (Тираспольського повіту).
В 1951—1956 роках всі раніше створені колгоспи Слободзеї об'єднані в колгосп імені Сталіна, згодом колгосп 1 травня, колгоспи Слободзеї-Російської були об'єднані в колгосп «XX партз'їзд». Указом президії Верховної Ради Молдавської РСР від 3 червня 1958 року Слободзейський район був скасований і утворений Тираспольський район із центром у місті Тирасполі. Постановою президії Верховної Ради МРСР від 21 червня 1971 року Тираспольський район був скасований, а на його базі створений Григоріопольський і Слободзейський райони. Адміністративним центром Слободзейського району знову стала Слободзея (молдавська частина).
Президія Верховної Ради МССР 28 січня 1972 року своїм рішенням об'єднала сільські Ради Слободзеї молдавської і російської в одне село Слободзея й віднесла його до категорії селищ міського типу.
12 червня 2002 року рішенням Верховної Ради ПМР Слободзея стає містом.

## Економіка
Найбільшими підприємствами є Слободзейський хлібокомбінат, що постачає продукцію в багато населених пунктів регіону, й Слободзейський консервний завод, що експортує соки й консерви в Росію й в Україну. Основна маса населення зайнята невиробничими видами діяльності (у сфері обслуговування), а також у сільському господарстві. Більша частина житлового фонду — приватні будинки, центр забудований багатоповерховими будинками. У районі річки Дністра є зона відпочинку.

## Освіта
У місті 4 школи — 3 середніх загальноосвітніх (одна молдавська й дві російські) і одна російська школа неповної освіти.

## Некрополі
- Біля церкви Св. Михайла похована донька Антіна Головатого.

## Відомі особи

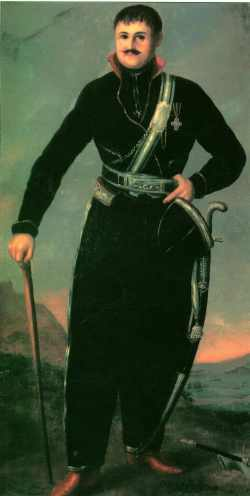
Антін Головатий

- Антін Головатий — козацький кошовий отаман, полковник Самарської паланки, бригадир, командувач Чорноморської козацької флотилії.
- Кириця Михайло — військовий і громадський діяч, повстанець; сотник Армії УНР.
- Захарій Чепіга — другий, після Сидора Білого та останній кошовий отаман Чорноморського козацького війська.

### Уродженці
- Андрій Васильович Грекул (1919—1983), радянсько-молдавський державний діяч, політик та педагог.
- Владимир Цуркан (нар. 1954), генерал-майор поліції Молдови та політик.
- Віталій Нягу (1976 р.н.), молдавський повстанський політик із Придністров'я.
- Йосип Масленніков (нар. 1978), український православний єпископ.
- В'ячеслав Жиглицький (нар. 1970), молдавський скульптор[5]
- Марисова Інеса Віталіївна (нар. 1929) — українська зоологиня та педагог, доктор біологічних наук, професор, Заслужений діяч науки і техніки України.